# Baho
Baho (in catalano Bao o Baó) è un comune francese di 3 107 abitanti situato nel dipartimento dei Pirenei Orientali nella regione dell'Occitania.

## Geografia fisica

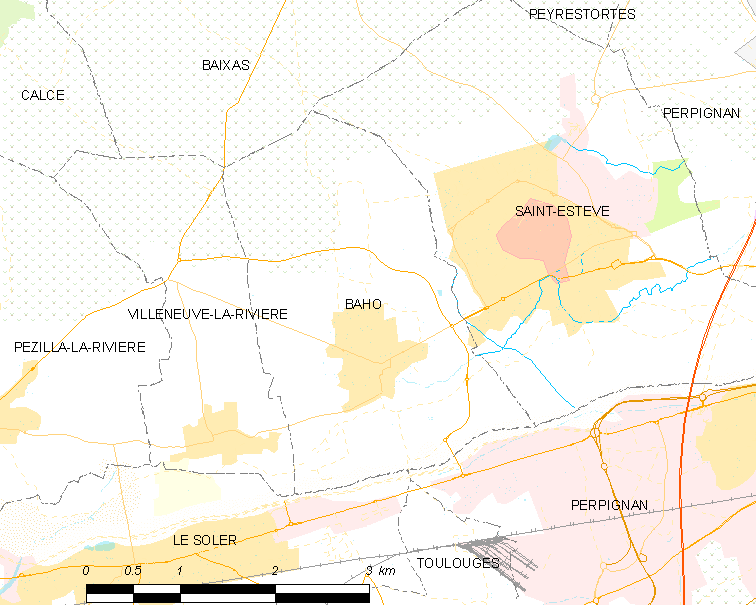
Situazione di Baho

## Amministrazione

### Sindaci
| Nome                 | Mandato     |
| -------------------- | ----------- |
|                      |             |
| Antoine Morat        | ? - 1815    |
| François Sauret fils | 1815 - ?    |
|                      |             |
| Guy Casadevall       | 1983 - 2008 |
| Patrick Got          | 2008 -      |

## Società

### Evoluzione demografica

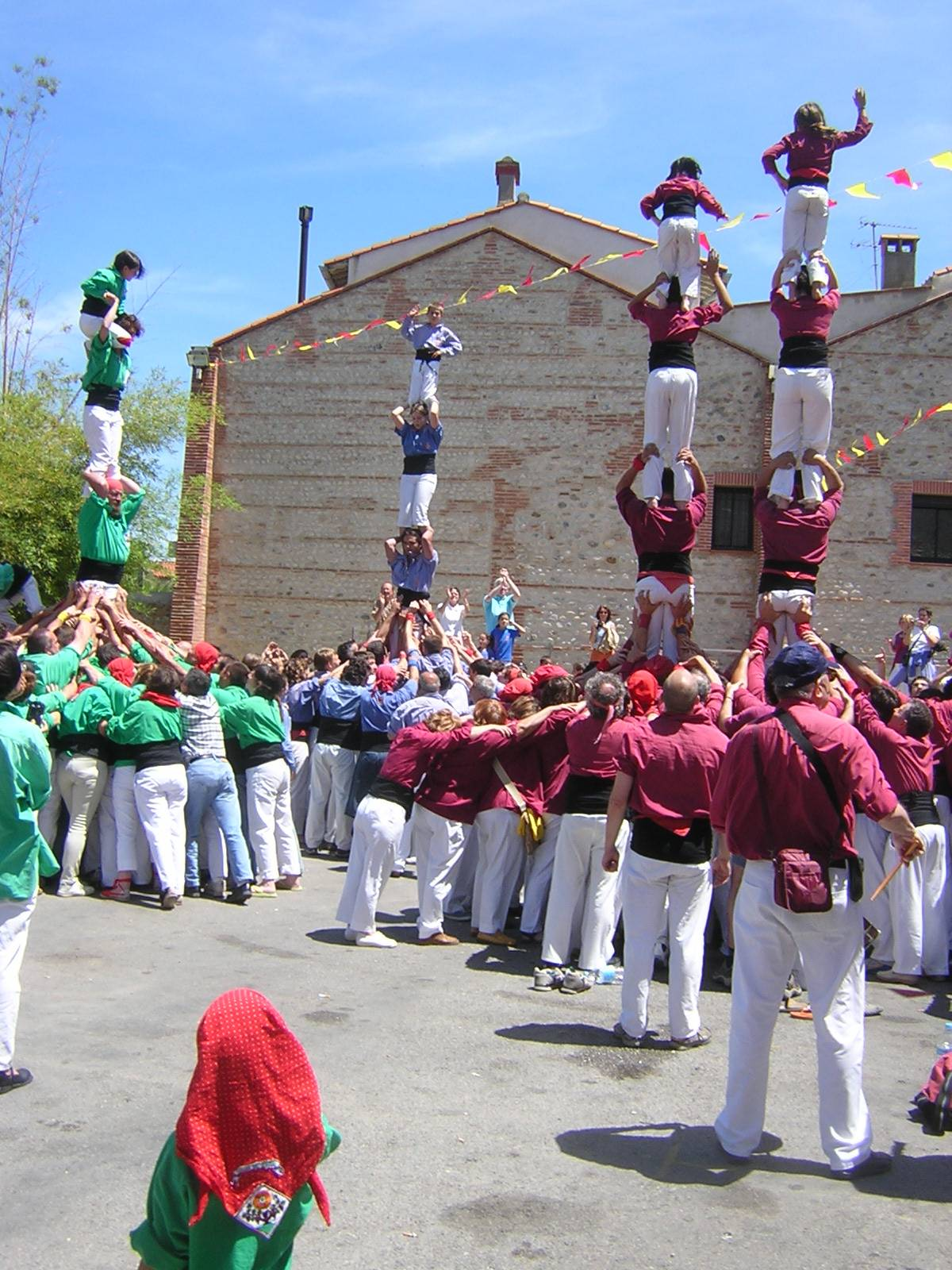
Un tentativo di trobada castellera (ovvero una piramide umana) durante una festa popolare di Baho

Abitanti censiti